# USA:s MotoGP 2006
USA:s MotoGP 2006 var ett race som kördes på Laguna Seca.

## MotoGP
För andra året i rad stod Nicky Hayden som segrare i USA:s Grand Prix. Han var tre sekunder före stallkamraten Dani Pedrosa, medan Marco Melandri fullbordade Hondas succé genom att bli trea.

### Resultat
| Placering | Förare           | Märke    |
| --------- | ---------------- | -------- |
| 1         | Nicky Hayden     | Honda    |
| 2         | Dani Pedrosa     | Honda    |
| 3         | Marco Melandri   | Honda    |
| 4         | Kenny Roberts Jr | KR       |
| 5         | Chris Vermeulen  | Suzuki   |
| 6         | John Hopkins     | Suzuki   |
| 7         | Carlos Checa     | Yamaha   |
| 8         | Loris Capirossi  | Ducati   |
| 9         | Colin Edwards    | Yamaha   |
| 10        | Sete Gibernau    | Ducati   |
| 11        | Makoto Tamada    | Honda    |
| 12        | Randy de Puniet  | Kawasaki |
| 13        | James Ellison    | Yamaha   |
| 14        | Alex Hofmann     | Ducati   |
| 15        | Toni Elías       | Honda    |